# Podișul Central Moldovenesc

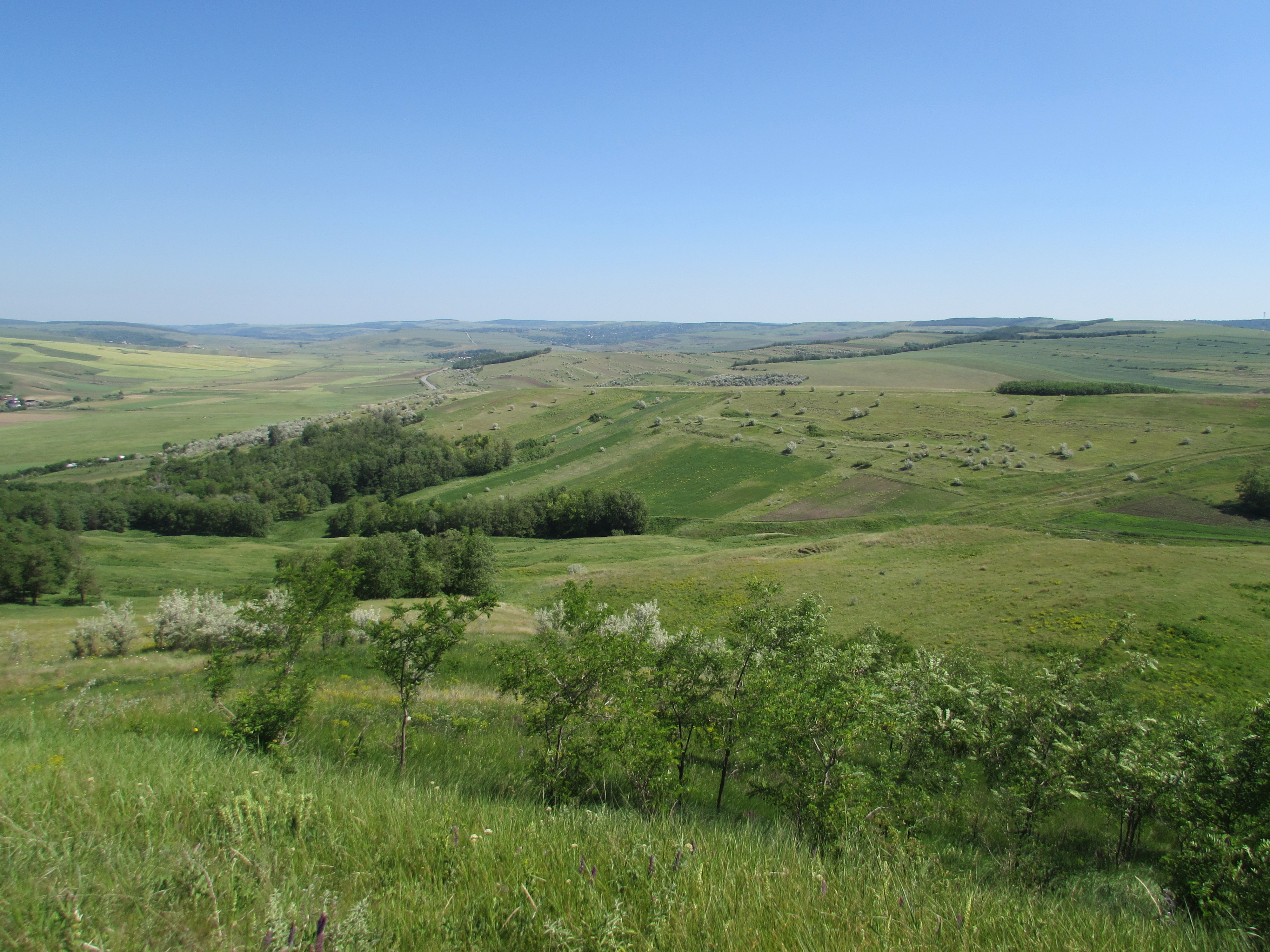
Podișul Central Moldovenesc văzut din Rezervația Movila lui Burcel (aflată în nordul jud. Vaslui).

Podișul Central Moldovenesc este situat în partea de nord a Podișului Bârladului. Se învecinează la nord cu Coasta Iașului continuată cu Coasta Racovei, la vest cu valea Siretului, la sud cu Colinele Tutovei și la est cu Lunca Prutului și Dealurile Fălciului.

## Structură
Podișul Central Moldovenesc are în total 68 de comune și 3 centre urbane (Vaslui, Huși, Negrești) aferente județelor Vaslui, Iași, Bacău și Neamț, fiecărui județ revenindu-i următoarele: 26 de comune județului Iași, 28 comune județului Vaslui și câte 7 comune județelor Neamț și Bacău.

## Relief
Are un relief în mare parte dominant de platouri structurale (Bunești-Averești, Tansa, Ipatele, Boroșești, Slobozia, Budu Cantemir, Dobrovăț, Schitu Duca), acestea fiind mărginite de cueste. Altitudinea maximă a reliefului este 475 m (Dealul Mare, în apropiere de Plopana, Bacău), sau conform altor surse 465 m (Dealul Tansa, în apropiere de comuna cu același nume, Iași) iar cea medie este cuprinsă între 150 și 200 m.
Având un relief accidentat și predominant deluros. Podișul Central Moldovenesc este constituit din formațiuni sedimentare monoclinale corespondente părții sudice a Platformei Moldovenești și depresiunii structurale a Podișului Bârladului. Morfologia este influențată în mod direct de cuverturii sedimentare alcătuite din formațiuni sarmațiene și pliocene de la nord la sud.

## Populație
Populația totală din Podișul Central Moldovenesc este de 394.758 locuitori. Cel mai ridicat număr de locuitori fiind înregistrat în cadrul județului Vaslui cu peste 50% din totalul populației, iar cel mai scăzut număr de locuitori fiind în județul Bacău aproximativ 6% din totalul populației.

## Agricultură
| Tip producției     | Zona pedoclimatică                        | Total-ha         |
| ------------------ | ----------------------------------------- | ---------------- |
| Cultura cerealelor | Câmpie/Deal                               | 500-1000/100-300 |
| Legumicultură      | Propice culturilor legumicole intensive   | 30-50            |
| Pomicultură        | Propice culturilor pomiculturii intensive | 50-100           |
| Viticultură        | Propice culturilor viticulturii intensive | 50-100           |

## Hazarde
- viiturile de primăvară;
- viscolele iernii;
- frecvente alunecări de teren;
- degradarea solurilor;
- seceta;

## Faună
Caracteristică pădurilor sunt mamiferele precum: căprioara, mistrețul, lupul, vulpea, iepurele. Între păsări se pot remarca: cucul, bufnița, fazanul, ciocănitoarea, prepelița, iar între pești bibanul și mreana.

## Vegetație
Aparține în mare parte silvostepei, fiind puternic transformată de culturile agricole. Crește în mare parte păiușul și diferite ierburi de protostepă.

## Veziși
- Dealurile și podișurile României
- Platforma Moldovenească
- Platoul Moldovei
- Podișul Moldovei
- Podișul Moldovei Centrale
- Codrii Iașilor

## Legăturiexterne
- „Podișul_Central_Moldovenesc” la DEX online